# François-André Danican Philidor
François-André Danican Philidor (n. 7 septembrie 1726, Dreux, Centre-Val de Loire, Franța – d. 31 august 1795, Londra, Regatul Marii Britanii) a fost un celebru șahist francez, care este considerat neoficial drept campion mondial al acestui joc (1747-1795).